# Ганизаде, Чингиз Ашралы оглы
Чингиз Ашралы оглы Ганизаде (азерб. Çingiz Aşralı oğlu Qənizadə; род. 1 августа 1957 году, Агдаш, Агдашский район, Азербайджанская ССР) — государственный и политический деятель. Депутат Милли меджлиса Азербайджанской Республики IV, V созывов.

## Биография
Родился Чингиз Ганизаде 1 августа 1957 году в городе Агдаше, Республики Азербайджан.  С 1964 по 1974 годы проходил обучение в средней школе № 1 имени Самеда Вургуна города Агдаш. После окончания средней школы с отличием, с 1975 по 1977 годы находился на срочной военной службе в Советской армии.
В 1978 году поступил на юридический факультет Бакинского государственного университета, в 1984 году окончил его и получил специальность юриста.
С 1989 по 1990 годах работал заместителем начальника отдела в Министерстве юстиции Азербайджанской Республики, с 1990 по 1992 годы - член Коллегии адвокатов Азербайджанской Республики, с 1992 по 1993 годы - прокурор города Баку.
С 1995 года работал председателем Комитета по демократии и правам человека. Являлся депутатом Милли Меджлиса Азербайджанской Республики IV и V созывов по 80-му Имишли-Бейлаганскому избирательному округу.
В Парламенте являлся членом комитета Милли Меджлиса Азербайджанской Республики по правовой политике и государственному строительству. Был руководителем рабочей группы по межпарламентским связям Боснии и Герцеговины. Был членом межпарламентской рабочей группы Турции, России, Австрии, Испании, Чехии, Финляндии, Беларуси, Греции и Франции.
На Выборах в 2020 году в Национальное собрание Азербайджана уступил конкуренту по избирательному округу №80 и не прошёл в Милли меджлис VI созыва. 
9 февраля 2021 года на основании личного заявления был принят в ряды партии "Новый Азербайджан". 10 февраля 2021 года на заседании правления Бинагадинской районной организации Партии "Новый Азербайджан" было утверждено его членство в партии.
Женат, воспитал двоих детей.

## Награды
- Орден «Слава» (Азербайджан) (31 июля 2017)[3].